# We’re Here with You
We’re Here with You (с англ. — «Мы здесь с тобой») — второй студийный альбом американской синти-рок-группы Julien-K, вышедший 23 января 2012 года.

## Об альбоме
Запись пластинки началась летом 2011 года. Однако в ходе работы над диском в составе коллектива произошли изменения; Элиас Андра покинул коллектив, в связи с рождением ребёнка. В начале января 2012 года его место занимает участник группы Street Drum Corps Фрэнк Зуммо.
Во время записи альбома группа сотрудничала с DJ Hyper, Z-Listers, Moto и другими музыкантами, что сделало пластинку несколько отличной по звучанию от дебюта Death to Analog — We’re Here with You был записан под большим влиянием электронной музыки.
23 января 2012 года лейблами Julien-K Inc. и Tiefdruck-Musik We’re Here with You был выпущен для продажи.

## Список композиций
Источник:.
Слова и музыка всех песен — Райан Шак и Амир Дерак.
| №   | Название                      | Длительность |
| --- | ----------------------------- | ------------ |
| 1.  | «We're Here with You»         | 4:58         |
| 2.  | «Surrounded by Cowards»       | 4:27         |
| 3.  | «Cruel Daze of Summer»        | 6:23         |
| 4.  | «Breakfast in Berlin»         | 4:15         |
| 5.  | «Palm Springs Reset»          | 5:03         |
| 6.  | «Colorcast»                   | 4:44         |
| 7.  | «Close Continuance»           | 4:43         |
| 8.  | «Nights of Future Past»       | 5:25         |
| 9.  | «Flashpoint Riot»             | 4:36         |
| 10. | «I'll Try Not to Destroy You» | 5:00         |

| №   | Название                                             | Длительность |
| --- | ---------------------------------------------------- | ------------ |
| 11. | «Dregs of the World» (WHWY Mix)                      | 4:48         |
| 12. | «Whore» (Julian Kaye Version)                        | 5:01         |
| 13. | «1000 Years of Destruction»                          | 4:59         |
| 14. | «Colorcast» (Decode Radio Remix)                     | 5:46         |
| 15. | «Breakfast in Berlin» (La-Ex Remix)                  | 4:46         |
| 16. | «Palm Springs Reset» (Battle Tapes Remix)            | 4:32         |
| 17. | «I'll Try Not to Destroy You» (Fourms Remix)         | 5:08         |
| 18. | «Nights of Future Past» (Polar Moon Remix)           | 5:40         |
| 19. | «We're Here With You» (Craig Williams Remix)         | 5:16         |
| 20. | «Breakfast in Berlin» (The Handclap Situation Remix) | 7:07         |
| 21. | «Breakfast In Berlin» (Music Video)                  | 4:16         |
| 22. | «Flashpoint Riot» (Music Video)                      | 4:36         |
| 23. | «We're Here With You» (Music Video)                  | 4:58         |
| 24. | «Cruel Daze of Summer» (Music Video)                 | 6:42         |

We’re Here with You Remix
| №  | Название                                      | Длительность |
| -- | --------------------------------------------- | ------------ |
| 1. | «Flashpoint Riot (Neon Stereo Remix)»         | 5:29         |
| 2. | «Breakfast in Berlin (Sharooz Remix)»         | 5:26         |
| 3. | «Nights of Future Past (Vandal Remix)»        | 7:17         |
| 4. | «We're Here with You (Black Asteroid Remix)»  | 5:09         |
| 5. | «Surrounded by Cowards (Benjamin Vial Remix)» | 6:42         |
| 6. | «Cruel Daze of Summer (Z-Listers Remix)"»     | 7:10         |